# Palacio de Justicia del Condado de Cedar (Nebraska)
El Palacio de Justicia del Condado de Cedar (en inglés, Cedar County Courthouse) es un edificio de gobierno situado en Hartington, en el estado de Nebraska (Estados Unidos). Data de 1891. Fue incluido en el Registro Nacional de Lugares Históricos en 1990.
De los 18 palacios de justicia del tipo "Capitolio del condado" construidos en Nebraska entre 1888 y 1907, este es relativamente inusual por tener una torre en una esquina, en lugar de estar centrada. : 4 
Es un edificio de estilo neorrománico. Fue diseñado por J. C. Stitt, un arquitecto autodidacta de Norfolk.